# موزوراس (خانية)
موزوراس (باليونانية: Μουζουράς)‏ هي مدينة في خانية في اليونان.